# Amar Hecini
Amar Hecini, född 18 november 1971, är en algerisk friidrottare. Han deltog vid olympiska sommarspelen 1996.